# Operación Mekong
Operación Mekong (en chino simplificado: 湄公河行动) es una película de acción policial chino-hongkonesa de 2016 dirigida por Dante Lam y protagonizada por Zhang Hanyu y Eddie Peng. La película está basada en la masacre del río Mekong de 2011. Se estrenó en China el 30 de septiembre de 2016 y se convirtió en una de las películas más taquilleras de China.

## Argumento
Un buque mercante que opera en el delta del río Mekong es atacado por bandidos, causando la muerte de 13 personas. Cuando se encuentra una gran cantidad de drogas a bordo, las autoridades chinas se unen a las fuerzas policiales de Tailandia, Laos y Birmania (Myanmar) para investigar el caso. La película está inspirada en un hecho real que tuvo lugar en 2011.

## Reparto
- Zhang Hanyu como Gao Gang
- Eddie Peng como Fang Xinwu
- Feng Wenjuan como Guo Bing "Afrodita"
- Sun Chun como Yu Ping
- Chen Baoguo como el ministro de Seguridad Pública Jiang Haifeng
- Liu Xianda como Xie Wenfeng "Ícaro" (哪吒 que significa Nezha)
- Jonathan Wu Linkai como Kuai Yitong "Hermes"
- Zhao Jian como Guo Xu "Poseidón"
- Zhan Liguo como Fu Baowei "Panoptes" (二郎 que significa Erlang Shen)
- Jiang Xing como Shi Zhanjie "Ares" (木星 que significa Júpiter)
- Wu Xudong como líder del equipo Wild Bull
- Carl Ng como Pierre.
- Pawalit Mongkolpisit como Naw Khar
- Vithaya Pansringarm como P'Som
- Ken Lo como Xing Deng
- Ron Weaver como Puja
- Ganesh Acharya como el Señor Zar
- Mandy Wei como la novia de Fang Xinwu (cameo)

Los miembros de la operación tienen alias: en la versión china llevan el nombre de deidades de la religión tradicional china, mientras que en las versiones en inglés los nombres se cambian a deidades de la mitología griega.

## Producción
El rodaje comenzó el 13 de septiembre de 2015 y finalizó el 31 de enero de 2016. Los lugares de rodaje incluyen China (Pekín y Yunnan), Myanmar y Tailandia (Bangkok), pero algunas escenas incluyen el cuartel general y otro lugar en Penang, Cameron Highlands, Pahang y Perak.

## Estreno
Operación Mekong fue estrenada el 30 de septiembre de 2016. Esta película se basa en un incidente ocurrido en el distrito de Chiang Saen, provincia de Chiang Rai, el 5 de octubre de 2011, cuando 13 tripulantes chinos de dos buques de carga fueron asesinados por una red de tráfico de drogas de Myanmar.
El primer ministro tailandés, Prayut Chan-o-cha, en respuesta a la noticia del inminente estreno de la película, dijo que la película sería prohibida en Tailandia si se descubría que "daña" al país. "He ordenado a las autoridades que comprueben el contenido de la Operación Mekong. Si es perjudicial, será prohibido", dijo el general Prayut.  Algunos creen que la razón del nerviosismo de su gobierno es que se sabía que las tropas tailandesas, la "élite" antidrogas Pa Muang Task Force, habían estado en el lugar de la masacre. Nueve soldados fueron arrestados, pero "... desde entonces han desaparecido del sistema de justicia".  Naw Kham, un capo de la droga del Triángulo Dorado, y su banda fueron declarados culpables de atacar los dos buques de carga chinos en connivencia con soldados tailandeses. Fue ejecutado en marzo de 2013 en China junto con tres cómplices, entre ellos un ciudadano tailandés.

## Recepción
La película ha recaudado 1.170 millones de yenes en la taquilla china.
Jessica Kiang de Variety declaró que Operación Mekong "se precipita en una carrera agradable y vertiginosa hasta los títulos finales, que dedican la película a los pescadores muertos y detallan el destino del verdadero Naw Kham". Kiang declaró que la sensación de escapismo en la película puede verse interferida por las referencias a tragedias de la vida real.